# David Gray (cantor)
David Gray (Manchester, 13 de junho de 1968) é um cantor britânico nascido na Inglaterra.
Mudou-se aos 9 anos para Solva, em Pembrokeshire, País de Gales; estudou na Universidade de Liverpool, e sua carreira musical foi especialmente bem acolhida na Irlanda.
Os dois primeiros álbuns de David Gray, A Century Ends (1993) e Flesh (1994), não obtiveram muito êxito comercial, que só veio em 1999, com White Ladder. Nesse se incluíam suas canções mais conhecidas: "This Years Love" e "Babylon", que alcançou o 5º lugar mas paradas britânicas em 2000.

## Discografia

### Álbuns
- A Century Ends (1993)
- Flesh (1994)
- Sell Sell Sell (1996)
- White Ladder (1999)
- Lost Songs 95-98 (2001)
- A New Day At Midnight (2002)
- Life in slow motion (2005)
- Greatest Hits (2007)
- Draw the Line (2009)
- Foundling (2010)
- Mutineers (2014)Referências

1. ↑  «My Secret Life: David Gray, musician, 41». The Independent (em inglês). 5 de setembro de 2009